# Tarte Tatin
Tarte Tatin er en fransk æbletærte af dej og karameliserede æblestykker bagt i ovn.
Efter sigende er tærten opkaldt efter søstrene Tatin, der fandt på desserten ved et tilfælde og serverede den i deres restaurant i byen Lamotte-Beuvron ved Loire-dalen.
Æbletærten blev kendt, da den under navnet "La Tarte des Demoiselles Tatin", blev et fast indslag på menuen hos Maxim's, en af de ældste restauranter i Paris. Da den serveres på hovedet, kaldes den også Omvendt tærte; på fransk "Tarte renverseé" eller "Tarte a l'enverse".
Der findes flere anekdoter om den berømte tærte. Historien, om hvordan den ene søster ved en fejl kom til at bage tærten med bunden øverst, er den mest kendte. En anden peger på, at de to søstre arvede tærteopskriften fra deres far, der var bager. Ifølge en tredje version, der var med i en samling opskrifter, der tilhørte en familie i Lamotte-Beuvron, stammer opskriften fra greven af Châteauvillars kok. Uanset hvilken en af disse anekdoter, der kommer tættest på tærtens oprindelse, er den en del af det centrale Frankrigs kulinariske tradition, da man  omkring Sologne og Orléans bager fersken- og pæretærter på samme måde.